# Couche réseau
 (septembre 2020).
Si vous disposez d'ouvrages ou d'articles de référence ou si vous connaissez des sites web de qualité traitant du thème abordé ici, merci de compléter l'article en donnant les références utiles à sa vérifiabilité et en les liant à la section « Notes et références ».
La couche de réseau est la troisième couche du modèle OSI.
À ne pas confondre avec la couche « accès réseau » du modèle TCP/IP.

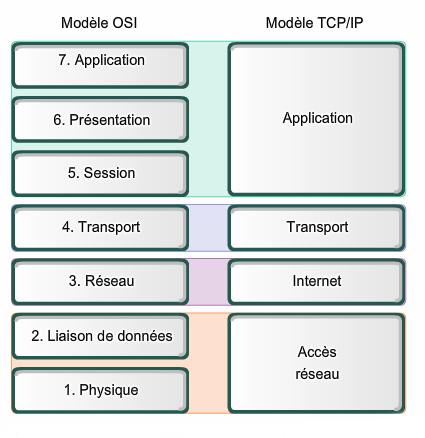
Position de la couche réseau dans le modèle OSI et dans TCP-IP

## Définition
La couche réseau construit une voie de communication de bout à bout à partir de voies de
communication avec ses voisins directs.  Ses apports fonctionnels principaux sont:
le routagedétermination d'un chemin permettant de relier les 2 machines distantes;
le relayageretransmission d'un  PDU (Protocol Data Unit ou Unité de données de protocole) dont la destination n'est pas locale pour le rapprocher de sa destination finale.
Cette couche est donc la seule à être directement concernée par la
topologie du réseau.  C'est aussi la dernière couche supportée par toutes les machines
du réseau pour le transport des données utilisateur : les couches supérieures sont
réalisées uniquement dans les machines d'extrémité.
Le PDU de cette couche est souvent appelé « paquet ».
La fonction de «relayage» (terme OSI) est parfois appelée «acheminement».

## Remarques
Cette couche est la plus caractéristique d'une architecture réseau.  C'est pourquoi
l'architecture prend souvent le nom du protocole principal de niveau réseau.
Déterminer un chemin est une tâche complexe normalement réalisée dans les grands
réseaux par des protocoles dédiés dont le rôle est de découvrir la topologie du
réseau et d'en tirer la meilleure route. Les protocoles de routage se différencient
par les critères de choix des routes et la précision de la topologie découverte. En
dehors du cas des petits réseaux, le routage est hiérarchique : la précision de la
connaissance de l'environnement d'un routeur décroît avec la distance.
Si les routeurs n'ont pas de couche supérieure à la couche réseau du point de vue des machines utilisatrices du réseau, ils peuvent supporter des protocoles de niveau transport et au-dessus pour la gestion du réseau (supervision et exécution des protocoles de routage
par exemple).
Bien que les données calculées par les protocoles de routage soient utilisées par la couche réseau, ce ne sont pas des protocoles de niveau réseau car ils ne servent pas à transporter les données des machines utilisatrices du réseau.
D'ailleurs, dans le monde IP, les protocoles de routage non local (i.e. hors RIP) sont transportés par TCP.

## Quelques protocoles de couche 3
- AppleTalk
- Connectionless Network Protocol (CLNP): un protocole OSI dont le service est inspiré de celui de IP.
- Controller Area Network (CAN)
- Internet Protocol (IP)
- Internetwork packet exchange (IPX)
- Wireless Distribution System (WDS)
- X.25